# 西庄村 (滋賀県)
西庄村（にししょうむら）は、滋賀県高島郡にあった村。現在の高島市の北東部、湖西線マキノ駅の北方、現在マキノ高原と呼ばれる一帯から野坂山地の一部にあたる。大字牧野にあるマキノスキー場がのちにマキノ町の町名の由来となった。

## 地理
- 山岳：大谷山、赤坂山、三国山
- 河川：知内川

## 歴史
- 1889年（明治22年）4月1日 - 町村制の施行により、白谷村・牧野村・上開田村・下開田村・寺久保村・蛭口村・石庭村の区域をもって発足。
- 1955年（昭和30年）1月1日 - 海津村・剣熊村・百瀬村と合併してマキノ町が発足。同日西庄村廃止。

## 交通

### 道路
- 国道161号